# Едуар Роже-Васслен
Едуар Роже-Васслен (фр. Édouard Roger-Vasselin) —  французький тенісист, чемпіон Ролан-Гарросу в парному розряді.
Едуар — син французького тенісиста Крістофа Роже-Васселена.

## Значні фінали

### Фінали турнірів Великого шолома

#### Парний розряд
| Результат | Рік  | Турнір      | Поверхня | Партнер        | Супротивники                  | Рахунок            |
| --------- | ---- | ----------- | -------- | -------------- | ----------------------------- | ------------------ |
| Перемога  | 2014 | French Open | Ґрунт    | Жульєн Беннето | Марсель Гранольєрс Марк Лопес | 6–3, 7–6(7–1)      |
| Поразка   | 2016 | Wimbledon   | Трава    | Жульєн Беннето | П'єр-Юг Ербер Ніколя Маю      | 4–6, 6–7(1–7), 3–6 |

### Фінали турнірів Мастерс 1000

#### Парний розряд
| Результат | Рік  | Турнір         | Поверхня | Партнер        | Супротивники                      | Рахунок               |
| --------- | ---- | -------------- | -------- | -------------- | --------------------------------- | --------------------- |
| Поразка   | 2014 | Шанхай         | Хард     | Жульєн Беннето | Боб Браян Майк Браян              | 3–6, 6–7(3–7)         |
| Поразка   | 2015 | Мастерс Канада | Хард     | Деніел Нестор  | Боб Браян Майк Браян              | 6–7(5–7), 6–3, [6–10] |
| Перемога  | 2015 | Цинциннаті     | Хард     | Деніел Нестор  | Марцін Матковський Ненад Зімоньїч | 6–2, 6–2              |
| Поразка   | 2017 | Мадрид         | Ґрунт    | Ніколя Маю     | Лукаш Кубот Марсело Мело          | 5–7, 3–6              |

## Фінали турнірів ATP

### Одиночний розряд: 2 (2 поразки)
| Легенда                           |
| --------------------------------- |
| Турніри Великого шолома (0–0)     |
| ATP World Tour Masters 1000 (0–0) |
| ATP World Tour 500 Series (0–0)   |
| ATP World Tour 250 Series (0–2)   |

| Фінали за покриттям |
| ------------------- |
| Тверде (0–2)        |
| Ґрунт (0–0)         |
| Трава (0–0)         |

| Результат | В-П | Дата     | Турнір                  | Категорія  | Покриття | Опонент        | Рахунок       |
| --------- | --- | -------- | ----------------------- | ---------- | -------- | -------------- | ------------- |
| Поразка   | 0–1 | Бер 2013 | Delray Beach Open, США  | 250 Series | Тверде   | Ернестс Гулбіс | 6–7(3–7), 3–6 |
| Поразка   | 0–2 | Січ 2014 | Maharashtra Open, Індія | 250 Series | Тверде   | Стен Вавринка  | 5–7, 2–6      |

### Парний розряд: 48 (28 титулів, 20 поразок)
| Легенда                           |
| --------------------------------- |
| Турніри Великого шолома (1–2)     |
| ATP World Tour Фінали (0–1)       |
| ATP World Tour Masters 1000 (3–4) |
| ATP World Tour 500 Series (6–8)   |
| ATP World Tour 250 Series (18–5)  |

| Фінали за покриттям |
| ------------------- |
| Тверде (25–13)      |
| Ґрунт (2–4)         |
| Трава (1–3)         |

| Результат | В-П   | Дата     | Турнір                                        | Категорія    | Покриття    | Партнер           | Опоненти                             | Рахунок                                     |
| --------- | ----- | -------- | --------------------------------------------- | ------------ | ----------- | ----------------- | ------------------------------------ | ------------------------------------------- |
| Перемога  | 1–0   | Лют 2012 | Open Sud de France, Франція                   | 250 Series   | Тверде (i)  | Ніколя Маю        | Пол Генлі Джеймі Маррей              | 6–4, 7–6(7–4)                               |
| Перемога  | 2–0   | Лют 2012 | Open 13, Франція                              | 250 Series   | Тверде (i)  | Ніколя Маю        | Дастін Браун Жо-Вілфрід Тсонга       | 3–6, 6–3, [10–6]                            |
| Перемога  | 3–0   | Вер 2012 | Moselle Open, Франція                         | 250 Series   | Тверде (i)  | Ніколя Маю        | Юган Брунстрем Фредерік Нільсен      | 7–6(7–3), 6–4                               |
| Перемога  | 4–0   | Лип 2013 | Hall of Fame Open, США                        | 250 Series   | Трава       | Ніколя Маю        | Тім Смичек Райн Вільямс              | 6–7(4–7), 6–2, [10–5]                       |
| Поразка   | 4–1   | Лип 2013 | Colombia Open, Колумбія                       | 250 Series   | Тверде      | Ігор Сейслінґ     | Пурав Раджа Дівідж Шаран             | 6–7(4–7), 6–7(3–7)                          |
| Перемога  | 5–1   | Лип 2013 | Atlanta Open, США                             | 250 Series   | Тверде      | Ігор Сійслінґ     | Колін Флемінг Джонатан Маррей        | 7–6(8–6), 6–3                               |
| Перемога  | 6–1   | Жов 2013 | Japan Open, Японія                            | 500 Series   | Тверде      | Роган Бопанна     | Джеймі Маррі Джон Пірс (тенісист)    | 7–6(7–5), 6–4                               |
| Перемога  | 7–1   | Лют 2014 | Open 13, Франція (2)                          | 250 Series   | Тверде (i)  | Жульєн Беннето    | Пол Генлі Джеймі Маррі               | 4–6, 7–6(8–6), [13–11]                      |
| Перемога  | 8–1   | Чер 2014 | Відкритий чемпіонат Франції з тенісу, Франція | Grand Slam   | Ґрунт       | Жульєн Беннето    | Марсель Гранольєрс Марк Лопес Таррес | 6–3, 7–6(7–1)                               |
| Поразка   | 8–2   | Жов 2014 | Мастерс Шанхай, КНР                           | Masters 1000 | Тверде      | Жульєн Беннето    | Боб Браян Майк Браян                 | 3–6, 6–7(1–7)                               |
| Перемога  | 9–2   | Лип 2015 | Колумбія Open, Columbia                       | 250 Series   | Тверде      | Радек Штепанек    | Мате Павич Майкл Вінус               | 7–5, 6–3                                    |
| Поразка   | 9–3   | Сер 2015 | Мастерс Канада, Канада                        | Masters 1000 | Тверде      | Деніел Нестор     | Боб Браян Майк Браян                 | 6–7(5–7), 6–3, [6–10]                       |
| Перемога  | 10–3  | Сер 2015 | Мастерс Цинциннаті, США                       | Masters 1000 | Тверде      | Деніел Нестор     | Марцин Матковський Ненад Зімоньїч    | 6–2, 6–2                                    |
| Перемога  | 11–3  | Вер 2015 | Moselle Open, Франція (2)                     | 250 Series   | Тверде (i)  | Лукаш Кубот       | П'єр-Юг Ербер Ніколя Маю             | 2–6, 6–3, [10–7]                            |
| Поразка   | 11–4  | Жов 2015 | China Open, КНР                               | 500 Series   | Тверде      | Деніел Нестор     | Вашек Поспішил Джек Сок              | 6–3, 3–6, [6–10]                            |
| Поразка   | 11–5  | Лип 2016 | Вімблдонський турнір, Велика Британія         | Grand Slam   | Трава       | Жульєн Беннето    | П'єр-Юг Ербер Ніколя Маю             | 4–6, 6–7(1–7), 3–6                          |
| Перемога  | 12–5  | Лип 2016 | Washington Open, США                          | 500 Series   | Тверде      | Деніел Нестор     | Лукаш Кубот Александер Пея           | 7–6(7–3), 7–6(7–4)                          |
| Перемога  | 13–5  | Жов 2016 | European Open, Бельгія                        | 250 Series   | Тверде (i)  | Деніел Нестор     | П'єр-Юг Ербер Ніколя Маю             | 6–4, 6–4                                    |
| Поразка   | 13–6  | Тра 2017 | Мастерс Мадрид, Іспанія                       | Masters 1000 | Ґрунт       | Ніколя Маю        | Лукаш Кубот Марсело Мело             | 5–7, 3–6                                    |
| Поразка   | 13–7  | Чер 2017 | Queen's Club Championships, Велика Британія   | 500 Series   | Трава       | Жульєн Беннето    | Джеймі Маррі Бруно Соарес            | 2–6, 3–6                                    |
| Перемога  | 14–7  | Вер 2017 | Moselle Open, Франція (3)                     | 250 Series   | Тверде (i)  | Жульєн Беннето    | Веслі Колгоф Артем Сітак             | 7–5, 6–3                                    |
| Поразка   | 14–8  | Жов 2017 | Swiss Indoors, Швейцарія                      | 500 Series   | Тверде (i)  | Фабріс Мартен     | Іван Додіг Марсель Гранольєрс        | 5–7, 6–7(6–8)                               |
| Поразка   | 14–9  | Кві 2018 | Grand Prix Hassan II, Марокко                 | 250 Series   | Ґрунт       | Бенуа Пер         | Нікола Мектич Александер Пея         | 5–7, 6–3, [7–10]                            |
| Поразка   | 14–10 | Сер 2018 | Washington Open, США                          | 500 Series   | Тверде      | Майк Браян        | Джеймі Маррі Бруно Соарес            | 6–3, 3–6, [4–10]                            |
| Перемога  | 15–10 | Вер 2018 | Moselle Open, Франція (4)                     | 250 Series   | Тверде (i)  | Ніколя Маю        | Кен Скупскі Ніл Скупскі              | 6–1, 7–5                                    |
| Перемога  | 16–10 | Жов 2018 | European Open, Бельгія (2)                    | 250 Series   | Тверде (i)  | Ніколя Маю        | Марсело Демолінер Сантьяго Гонсалес  | 6–4, 7–5                                    |
| Поразка   | 16–11 | Жов 2018 | Vienna Open, Австрія                          | 500 Series   | Тверде (i)  | Майк Браян        | Джо Солсбері Ніл Скупскі             | 6–7(5–7), 3–6                               |
| Перемога  | 17–11 | Лют 2019 | Open Sud de Франція, Франція (2)              | 250 Series   | Тверде (i)  | Іван Додіг        | Бенжамен Бонзі Антуан Оан            | 6–3, 6–3                                    |
| Перемога  | 18–11 | Тра 2019 | ATP Lyon Open, Франція                        | 250 Series   | Ґрунт       | Іван Додіг        | Кен Скупскі Ніл Скупскі              | 6–4, 6–3                                    |
| Поразка   | 18–12 | Лип 2019 | Wimbledon Championships, Велика Британія      | Grand Slam   | Трава       | Ніколя Маю        | Хуан Себастьян Кабаль Роберт Фара    | 7–6(7–5), 6–7(5–7), 6–7(6–8), 7–6(7–5), 3–6 |
| Поразка   | 18–13 | Вер 2019 | Moselle Open, Франція                         | 250 Series   | Тверде (i)  | Ніколя Маю        | Роберт Ліндстедт Ян-Леннард Штруфф   | 6–2, 6–7(1–7), [4–10]                       |
| Перемога  | 19–13 | Жов 2019 | Японія Open, Японія                           | 500 Series   | Тверде      | Ніколя Маю        | Нікола Мектич Франко Шкугор          | 7–6(9–7), 6–4                               |
| Перемога  | 20–13 | Жов 2019 | Stockholm Open, Швеція                        | 250 Series   | Тверде (i)  | Генрі Контінен    | Мате Павич Бруно Соарес              | 6–4, 6–2                                    |
| Перемога  | 21–13 | Жов 2020 | St. Petersburg Open, Росія                    | 500 Series   | Тверде (i)  | Юрген Мельцер     | Марсело Демолінер Матве Мідделкоп    | 6–2, 7–6(7–4)                               |
| Поразка   | 21–14 | Лис 2020 | Sofia Open, Болгарія                          | 250 Series   | Тверде (i)  | Юрген Мельцер     | Джеймі Маррі Ніл Скупскі             | Walkover                                    |
| Поразка   | 21–15 | Лис 2020 | Фінал ATP, Велика Британія                    | Tour Фінали  | Тверде (i)  | Юрген Мельцер     | Веслі Колхоф Нікола Мектич           | 6–2, 3–6, [5–10]                            |
| Перемога  | 22–15 | Лют 2021 | Open Sud de Франція, Франція (3)              | 250 Series   | Тверде (i)  | Генрі Контінен    | Джонатан Ерліх Андрій Василевський   | 6–2, 7–5                                    |
| Поразка   | 22–16 | Бер 2022 | Indian Wells Open, США                        | Masters 1000 | Тверде      | Santiago González | Джон Ізнер Джек Сок                  | 6–7(4–7), 3–6                               |
| Перемога  | 23–16 | Жов 2022 | Firenze Open, Італія                          | 250 Series   | Тверде (i)  | Ніколя Маю        | Іван Додіг Остін Крайчек             | 7–6(7–4), 6–3                               |
| Поразка   | 23–17 | Жов 2022 | Swiss Indoors, Швейцарія                      | 500 Series   | Тверде (i)  | Ніколя Маю        | Іван Додіг Аустін Крайчек            | 4–6, 6–7(5–7)                               |
| Перемога  | 24–17 | Лют 2023 | Open 13, Франція                              | 250 Series   | Тверде (i)  | Santiago González | Ніколя Маю Фабріс Мартен             | 4–6, 7–6(7–4), [10–7]                       |
| Перемога  | 25–17 | Бер 2023 | Відкритий чемпіонат Маямі з тенісу, США       | Masters 1000 | Тверде      | Santiago González | Ніколя Маю Аустін Крайчек            | 7–6(7–4), 7–5                               |
| Перемога  | 26–17 | Сер 2023 | Los Cabos Open, Мексика                       | 250 Series   | Тверде      | Santiago González | Ендрю Гарріс Домінік Кепфер          | 6–4, 7–5                                    |
| Перемога  | 27–17 | Жов 2023 | Swiss Indoors, Швейцарія                      | 500 Series   | Тверде (i)  | Santiago González | Юго Нис Ян Зелінський                | 6–7(8–10), 7–6(7–3), [10–1]                 |
| Перемога  | 28–17 | Жов 2023 | Мастерс Париж, Франція                        | Masters 1000 | Тверде (i)  | Santiago González | Роган Бопанна Меттью Ебден           | 6–2, 5–7, [10–7]                            |
| Поразка   | 28–18 | Лип 2024 | Hamburg European Open, Німеччина              | 500 Series   | Ґрунт       | Фаб'єн Ребуль     | Кевін Кравіц Тім Пюц                 | 6–7(8–10), 2–6                              |
| Поразка   | 28–19 | Бер 2025 | Grand Prix Hassan II                          | ATP 250      | Ґрунт (red) | Юго Нис           | Петр Ноуза Патрік Рікль              | 6–3, 6–4                                    |
| Поразка   | 28–20 | Лип 2025 | Washington Open, США                          | ATP 500      | Тверде      | Юго Нис           | Сімоне Болеллі Андреа Вавассорі      | 6–3, 6–4                                    |

## Зовнішні посилання
- Досьє на сайті ATP

## Виноски
1. 1 2  Association of Tennis Professionals website
2. ↑  Roglo — 1997. — 10000000 екз.
3. ↑  У французькій мові середнє е часто випадає, тому це прізвище у швидкій мові читається як Роже-Васслен, хоча сказати повільно Роже-Васселен — не є помилкою.

| Тенісист | Це незавершена стаття про тенісиста чи тенісистку. Ви можете допомогти проєкту, виправивши або дописавши її. |